# Neuendorf, Bayern
Neuendorf är en kommun och ort i Landkreis Main-Spessart i Regierungsbezirk Unterfranken i förbundslandet Bayern i Tyskland.
Kommunen ingår i kommunalförbundet Lohr am Main tillsammans med kommunerna Neustadt am Main, Rechtenbach och Steinfeld.